# Zebranówka
 Zebranówka (ukr. Зібранівка) – wieś na Ukrainie w rejonie śniatyńskim obwodu iwanofrankiwskiego.